# La Traque dans la peau
La Traque dans la peau (sous-titre : Le Territoire de Bourne, titre original : The Bourne Dominion) est un roman d'Eric Van Lustbader paru en 2011. Il s'agit du neuvième volet de Jason Bourne après La Mémoire dans la peau, La Mort dans la peau et La Vengeance dans la peau de Robert Ludlum, La Peur dans la peau, La Trahison dans la peau, Le Danger dans la peau, Le Mensonge dans la peau et La Poursuite dans la peau d'Eric Van Lustbader.

## Résumé
Alors que Jason Bourne s'envole pour la Colombie ou il a promis à Moira de mettre un terme aux pressions qui pèsent sur la sœur d'un ancien narcotrafiquant , les Etats-Unis lancent un programme d'exploitation de terres rares . Entre jeu de dupes et manipulations , Bourne se retrouve bientôt au cœur d'un complot aux ramifications internationales .
Des hauts plateaux colombiens à Damas , en passant par Cadix et Munich , la traque de Bourne se fait haletante . Non seulement les pouvoirs de la Domna ne cessent de s'étendre et menacent l'équilibre du monde , mais le Général Karpov , le nouveau chef des services de renseignements intérieurs de la Russie , est sur sa piste .
Il a lui aussi pactisé avec le Diable et accepté de tuer Bourne .